# ERYX
ERYX är en fransk, trådstyrd pansarvärnsrobot med kort räckvidd.

## Utveckling
På 1970-talet inledde Frankrikes armé ett program för att ersätta de 89 mm raketgevär som var infanteriets huvudsakliga pansarvärnsvapen. Kraven på precision och träffsannolikhet var så strikta att Aérospatiale ansåg att de omöjligen kunde uppfyllas av ostyrda vapen. I stället byggde man en konceptmodell kallad ACCP (franska: Anti Char Courte Portee, pansarvärn med kort räckvidd) som till stora delar var en nedskalad Euromissile MILAN. Roboten blev för dyr för den roll den var tänkt att fylla och projektet lades ner.
1989 hade tekniken utvecklats så att det blev ekonomiskt möjligt att masstillverka avancerade pansarvärnsrobotar billigt. Därför togs konceptet upp igen som ett samarbetsprojekt mellan Aérospatiale och Allied Signal Aerospace i Kanada under namnet ERYX. Idag tillverkas ERYX av MBDA och har ett bolometriskt värmesikte som inte kräver aktiv kylning.

## Konstruktion
ERYX-robotens startmotor har en mycket kort brinntid och brinner ut innan roboten hunnit lämna avfyringstuben. Den är därtill relativt svag och accelererar roboten till blygsamma 18 m/s, detta för att kunna avfyras från slutna utrymmen och för att inte röja skyttens position med stor eldsflamma.
ERYX har en tandemladdning för att kunna slå ut stridsfordon som skyddas av reaktivt pansar. Man har dock valt den innovativa lösningen att placera den första laddningen i nosen och den andra laddningen i den bakre delen av roboten med motorn emellan.

## Liknande vapen
- Robot 57